# UFC Fight Night: Marquardt vs. Palhares
UFC Fight Night: Marquardt vs. Palhares ou UFC Fight Night 22, est un événement de mixed martial arts organisé par l'Ultimate Fighting Championship ayant eu lieu le 15 septembre 2010 au Frank Erwin Center d'Austin, au Texas.

## Historique
À l'origine le combat principal devait opposer Alan Belcher à Demian Maia mais il fut annulé à la suite d'une perte de vision soudaine de Belcher qui l’obligea à se retirer pour plusieurs semaines. C'est pourquoi le match entre Marquardt et Palhares  initialement prévue pour l'UFC 118 est devenu le nouveau combat principal de l’événement
Les adversaires de Tomasz Drwal et Dave Branch étant tous deux blessés, Drwal et Branch se sont affrontés.
Matt Wiman et Mac Danzing ne pouvaient pas participer à la suite de blessures. Donc, Yves Edwards se mesura à John Gunderson. Ce dernier devait initialement combattre Efrain Escudero qui étant en surpoids affronta  finalement Charles Oliveira dans la catégorie catchweight,

## Programme officiel[7]

### Programme principal
- Middleweight :  Nate Marquardt vs  Rousimar Palhares

Marquardt défait Palhares par TKO à 3:28 du round 1.
- Catchweight :  Efrain Escudero vs  Charles Oliveira

Oliveira défait Escudero par soumission à 2:25 du round 3.
- Lightweight :  Jim Miller vs  Gleison Tibau

Miller bat Tibau par décision (30–27, 30–27, 29–28)
- Lightweight :  Ross Pearson vs  Cole Miller

Miller défait Pearson par soumission à 1:49 du round 2.

### Programme préliminaire
- Welterweight :  Brian Foster vs  Forrest Petz

Foster défait Petz par TKO  à 1:07 du round 1.
- Welterweight :  TJ Waldburger vs  David Mitchell

Waldburger bat Mitchell par décision (30–27, 30–27, 30–27)
- Middleweight :  Rich Attonito vs  Rafael Natal

Attonito bat Natal via  décision (29–28, 29–28, 30–27)
- Middleweight :  Tomasz Drwal vs  Dave Branch

Branch bat Drwal par décision (30–27, 30–27, 30–27)
- Light Heavyweight :  Jared Hamman vs  Kyle Kingsbury

Kingsbury bat Hamman par décision (29–28, 29–28, 29–28)
- Lightweight bout:  Yves Edwards vs  John Gunderson

Edwards bat Gunderson par décision (30–27, 30–27, 30–27)

## Bonus de la soirée
Les lauréats ont été récompensés d'un bonus de 40 000 $.
- Combat de la soirée : Jared Hamman vs. Kyle Kingsburry
- KO de la soirée : Brian Foster
- Soumission de la soirée : Cole Miller, Charles Oliveira